# Šimek a Grossmann
Šimek a Grossmann (Š+G) byla autorská dvojice působící v letech cca 1965–1971 skládající se z Jiřího Grossmanna a Miloslava Šimka.
Poprvé se při spolupráci sešli během vojenské služby, společně psali povídky, od roku 1967 působili v divadle Semafor se svými Návštěvními dny.
Po smrti Jiřího Grossmanna pokračoval Šimek ve spolupráci v dalších dvojicích.

## Knihy
- 1969 – Besídka zvláštní školy (povídky Š+G)
- 1976 – Návštěva cirkusu (Povídky, scénky, výstupy, ale i testy a vtipné návody společenských her)
- 1990 – Besídka bývalých žáků zvláštní školy (povídky Š+G a Jiřího Krampola, vydáno po smrti Jiřího Grossmanna)
- 1993 – Povídky aneb nechci slevu zadarmo (povídky Š+G, vydáno po smrti Jiřího Grossmanna)
- 2008 – Povídky (povídky Š+G, vydáno po smrti Jiřího Grossmanna a Miloslava Šimka jako vzpomínka na Š+G)

## Divadelní představení
- 1967 – Besídka zvláštní školy
- 1968 – Návštěvní den č. 1
- 1968 – Večer pro otrlé aneb Pět Pupáků
- 1968 – Návštěvní den č. 2
- 1968 – Besídka v rašeliništi
- 1970 – Othello odpadá aneb Večer u kulečníku
- 1970 – Návštěvní den č. 3
- 1971 – Besídka divadelní aneb Staříček Hamuša ožil
- 1971 – Návštěvní den č. 5